# بنگر (مین)
بنگر(به انگلیسی: Bangor) شهری در ایالت مین کشور ایالات متحده آمریکا است که جمعیت آن در سرشماری سال ۲۰۱۰ میلادی، ۳۳٬۰۳۹ نفر بوده‌است.